# Diane Krugerová
Diane Krugerová, nepřechýleně Kruger, rodným jménem Diane Heidkrüger (* 15. července 1976 Algermissen), je německá herečka a bývalá modelka.

## Životopis
Narodila se bankovní úřednici Marii-Therese a počítačovému specialistovi Hansi-Heinrichu Heidkrügerovi. Má mladšího bratra Stefana. V dětství chtěla být baletkou, a tak ji rodiče poslali studovat balet do Londýna. Kvůli zranění ale s baletem přestala a přestěhovala se do Paříže, kde se začala věnovat modelingu. V patnácti letech byla v Paříži finalistkou soutěže Look of the Year. Pak se vrátila do Německa a stala se z ní úspěšná modelka. Díky svému vzdělávání v Anglii a Francii umí anglicky a francouzsky téměř jako svým rodným jazykem – němčinou. V roce 2001 si vzala francouzského herce a režiséra Guillaumea Caneta, ale v roce 2006 se rozvedli.
Začala se také zajímat o herectví, a tak začala v Paříži chodit na hodiny. Zahrála si několik malých rolích ve francouzských filmech. Kvůli kariéře si zkrátila své příjmení z Heidkrüger na Kruger. Svůj filmový debut si odbyla v roce 2002, kdy hrála vedle Dennise Hoppera a Christophera Lamberta ve filmu Klavírista. Ve stejném roce dostala větší roli ve filmu svého manžela Jak řeknete, pane. V roce 2003 hrála Julie Woodovou ve filmu Na plný plyn, o rok později Lisu v Miluj mě, prosím. Její nejznámější rolí je Helena v historickém velkofilmu Troja. Objevila se také ve filmech Lovci pokladů, Lovci pokladů 2: Kniha tajemství nebo Ve stínu Beethovena.
V roce 2003 vyhrála na Filmovém festivalu v Cannes cenu Chopard pro nejslibnější herečku. V roce 2017 na témže festivalu získala cenu pro nejlepší herečku za roli Katji ve filmu Odnikud.

## Soukromý život
V letech 2001–2006 byla provdána za francouzského režiséra a herce Guillauma Caneta. V letech 2006 až 2016 udržovala partnerský vztah s americkým hercem Joshuou Jacksonem. V současnosti je jejím životním partnerem americký herec Norman Reedus, s nímž má dceru, kterou porodila v listopadu roku 2018. Dívka dostala jméno Nova.

## Filmografie

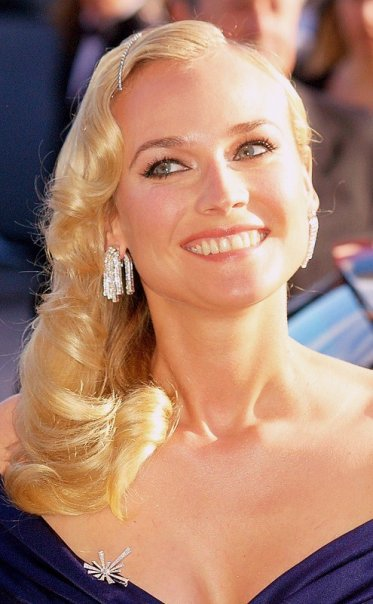
Diane Krugerová na Festivalu v Cannes 2009

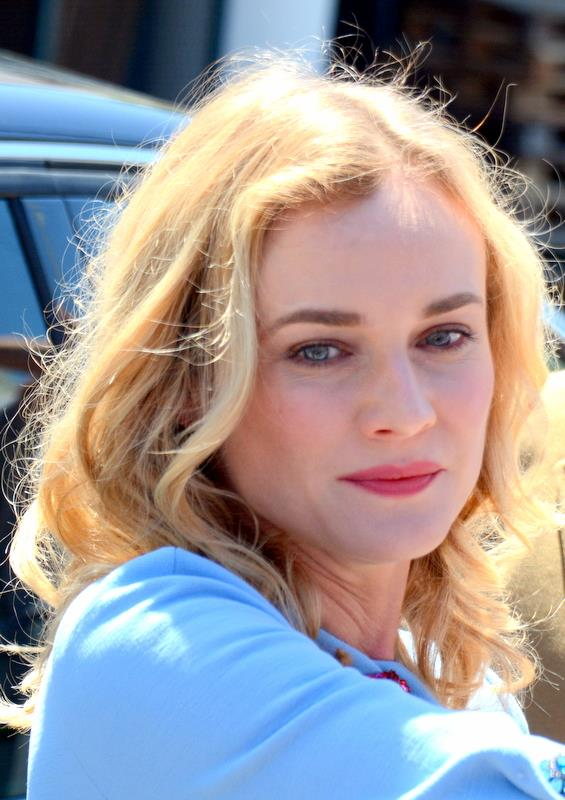
Diane Krugerová na Festivalu v Cannes 2015

| Rok     | Film/seriál                              | Role                         | Poznámky                 |
| ------- | ---------------------------------------- | ---------------------------- | ------------------------ |
| 2002    | Duelles                                  | Sabine                       | 1 epizoda                |
| 2002    | Klavírista                               | Erika                        |                          |
| 2002    | Do háje nebo do ráje                     |                              |                          |
| 2002    | Jak řeknete, pane                        | Clara Broustal               |                          |
| 2003    | Na plný plyn                             | Julie Wood                   |                          |
| 2004    | Troja                                    | Helena                       |                          |
| 2004    | Miluj mě, prosím                         | Lisa                         |                          |
| 2004    | Narko                                    |                              |                          |
| 2004    | Lovci pokladů                            | Abigail Chase                |                          |
| 2005    | Šťastné a veselé                         | Anna Sörensen                |                          |
| 2005    | Frankie                                  | Frankie                      |                          |
| 2006    | Tygrova brigáda                          | princezna Constance Radetská |                          |
| 2006    | Ve stínu Beethovena                      | Anna Holtz                   |                          |
| 2007    | Sbohem, Bafano                           | Gloria Gregory               |                          |
| 2007    | Doba temna                               | Véronica Star                |                          |
| 2007    | Lovci stínů                              | Mirjana                      |                          |
| 2007    | Lovci pokladů 2: Kniha tajemství         | Abigail Chase                |                          |
| 2008    | Nevinná                                  | Lisa Auclert                 |                          |
| 2009    | Lascars                                  | Clémence Santiepi            | dabing                   |
| 2009    | Hanebný pancharti                        | Bridget von Hammersmark      |                          |
| 2009    | Krycí jméno: Farewell                    | běhající žena                |                          |
| 2009    | Pan Nikdo                                | Anna                         |                          |
| 2010    | Hranice nemožného                        | Miranda Greene               | 1 epizoda                |
| 2010    | Pieds nus sur les limaces                | Clara                        |                          |
| 2010    | Nádech                                   | Diane Stanton                |                          |
| 2011    | Neznámý                                  | Gina                         |                          |
| 2011    | Speciální jednotka                       | Elsa                         |                          |
| 2012    | Skvělý plán                              | Isabelle                     |                          |
| 2012    | Sbohem, královno                         | Marie Antoinetta             |                          |
| 2013    | Hostitel                                 | Hledačka/Lacey               |                          |
| 2013    | Kluci a Guillaume, ke stolu!             | Ingeborg                     |                          |
| 2013    | The Green Blade Rises                    | Sarah Bush Lincoln           |                          |
| 2013    | The Galapagos Affair: Satan Came to Eden | Margret Wittmer              | vypravěčka, dokumentární |
| 2013–14 | The Bridge                               | detektiv Sonya Cross         | 12 epizod                |
| 2015    | Otcové a dcery                           | Elizabeth                    |                          |
| 2015    | Maryland                                 | Jessie                       |                          |
| 2015    | Sky                                      | Romy                         |                          |
| 2016    | Infiltrátor                              | Kathy Ertz                   |                          |
| 2017    | Odnikud                                  | Katja Sekerci                |                          |
| 2017    | Vše, co nás odděluje                     | Julia Keller                 |                          |
| 2018    | Vítejte v Marwenu                        | Deja Thoris                  |                          |
| 2019    | Agentka v utajení                        | Rachel                       |                          |
| 2022    | Marlowe                                  | Clare Cavendish              |                          |
| 2022    | Kód 355                                  | Marie Schmidt                |                          |

## Ocenění a nominace
| Rok  | Ocenění                                     | Kategorie                                         | Nominovaná práce                 | Výsledek   |
| ---- | ------------------------------------------- | ------------------------------------------------- | -------------------------------- | ---------- |
| 2003 | Filmový festival v Cannes                   | cena Chopard pro nejslibnější herečku             | —                                | vítězství  |
| 2004 | Cena Bambi                                  | —                                                 | —                                | vítězství  |
| 2004 | Cena Saturn                                 | Nejlepší herečka ve vedlejší roli                 | Lovci pokladů                    | Nominována |
| 2007 | Teen Choice Awards                          | Nejlepší herečka v akčním nebo dobrodružném filmu | Lovci pokladů 2: Kniha tajemství | Nominována |
| 2009 | Broadcast Film Critics Association          | Nejlepší obsazení                                 | Hanebný pancharti                | vítězství  |
| 2009 | San Diego Film Critics Society              | Nejlepší obsazení                                 | Hanebný pancharti                | vítězství  |
| 2009 | Cena Saturn                                 | Nejlepší herečka ve vedlejší roli                 | Hanebný pancharti                | Nominována |
| 2009 | Online Film Critics Society                 | Nejlepší herečka ve vedlejší roli                 | Hanebný pancharti                | Nominována |
| 2010 | Cena Sdružení filmových a televizních herců | Nejlepší obsazení celovečerního filmu             | Hanebný pancharti                | vítězství  |
| 2010 | Cena Sdružení filmových a televizních herců | Nejlepší herečka ve vedlejší roli                 | Hanebný pancharti                | Nominována |
| 2013 | Newport Beach Film Festival                 | Nejlepší herečka                                  | Skvělý plán                      | vítězství  |
| 2015 | Elle Style Awards                           | Nejlepší filmová herečka                          | —                                | vítězství  |
| 2017 | Filmový festival v Cannes                   | Nejlepší herečka                                  | Odnikud                          | vítězství  |